# Devaranavadgi, Sindgi
Devaranavadgi là một làng thuộc tehsil Sindgi, huyện Bijapur, bang Karnataka, Ấn Độ.